# Де Лагуна, Фредерика

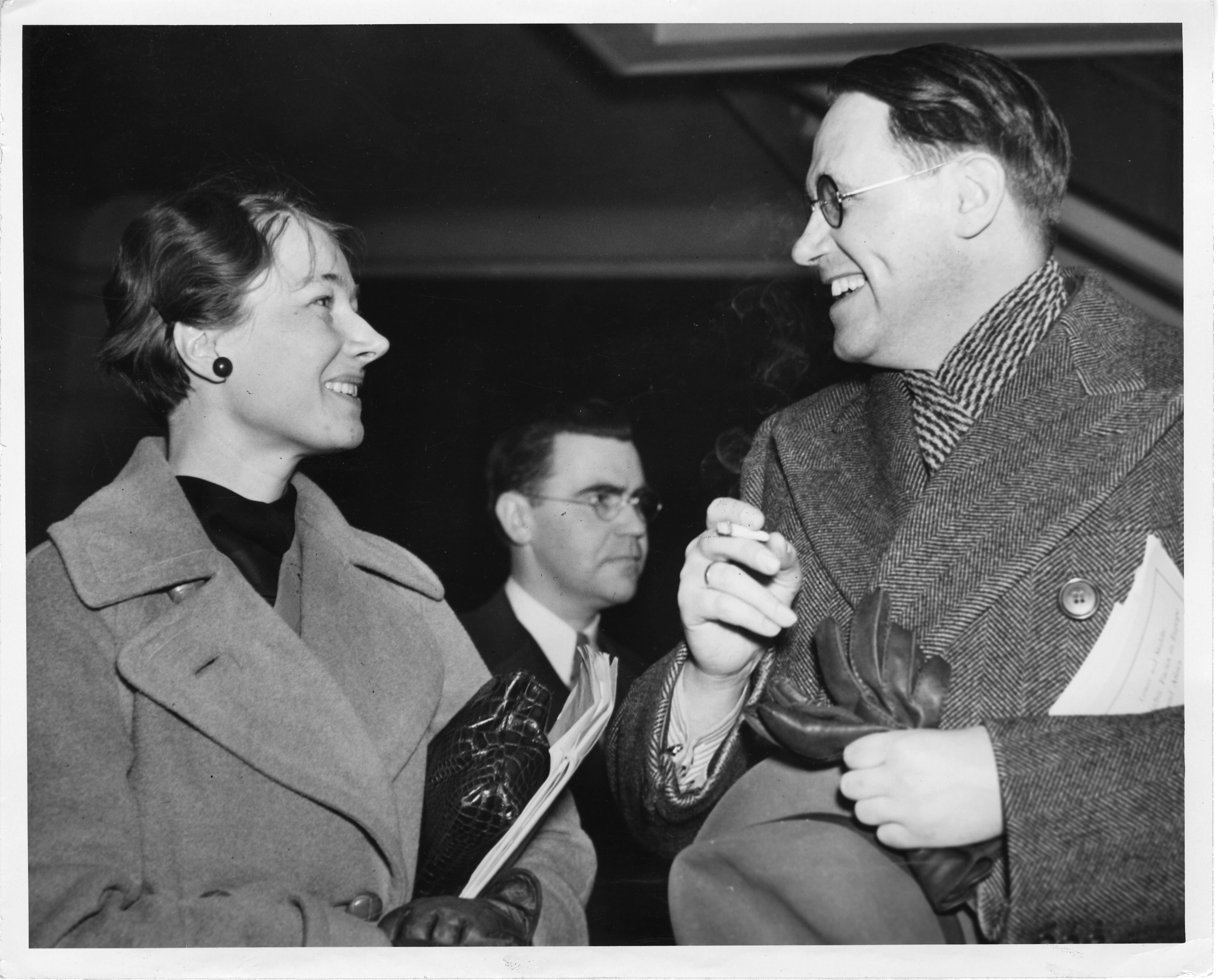
Фото 1937 года. С датским филологом и антропологом Каем Биркет-Смитом.

Фредерика («Фредди») Эннис Лопес де Лео де Лагуна (англ. Frederica ("Freddy") Annis Lopez de Leo de Laguna; 3 октября 1906, Анн-Арбор, Мичиган — 6 октября 2004, Хейверфорд) — американская учёная антрополог, этнограф и археолог; участница Второй мировой войны. Член Национальной АН США (1975).

## Биография
Фредерика де Лагуна родилась 3 октября 1906 года в городе Анн-Арбор, штат Мичиган, США. Её родителями были профессора философии Брин-Мор-колледжа Теодор де Лагуна (1876—1930) и Грейс де Лагуна (1878—1978). До девятилетнего возраста девочка часто болела, поэтому родители самостоятельно давали ей домашнее образование. У Фредерики был младший брат по имени Уоллес.
В 1923 году Фредерика поступила в Брин-Мор-колледж, где преподавателями работали её родители, и окончила его в 1927 году по специальности «политика и экономика» с наградой «кум лауде». После этого она поступила в Колумбийский университет, где училась под началом таких известных профессоров как Франц Боас, Глэдис Рейхард и Рут Бенедикт. В 1928 году де Лагуна совершила образовательные поездки в Англию, Францию и Испанию, а в 1929 году — в Гренландию. На этом ледяном острове она провела полгода, начальником экспедиции был известный датский археолог-антрополог Теркел Матиассен, эта экспедиция стала самым крупным изучением острова, его коренного населения и искусства, на тот момент. По результатам этого путешествия 27-летняя де Лагуна в 1933 году получила от Колумбийского университета учёную степень доктора философии.
Уже в 1930 году 24-летняя де Лагуна самостоятельно организовала экспедиции в пролив Принца Вильгельма и залив Кука, так как назначенный руководитель, датский филолог и антрополог Кай Биркет-Смит заболел и не смог исполнять свои обязанности. Из этой поездки де Лагуна привезла несколько ценных экспонатов для Музея археологии и антропологии Пенсильванского университета, в связи с чем тот проспонсировал следующие две её экспедиции в залив Кука в 1931 и 1932 годах. В 1933 году состоялась ещё одна крупная экспедиция в пролив Принца Вильгельма. В 1935 году де Лагуна исследовала части долин рек Юкон и Танана. В 1935—1936 годах работала в резервации индейцев пима в Аризоне.
В 1938 году Брин-Мор-колледж, где когда-то училась де Лагуна, нанял её на должность преподавателя. Женщина проработала на этой должности четыре года, а в 1942 году ушла в армию, в ВМФ, служила в женском подразделении WAVES в звании лейтенанта. Параллельно со службой де Лагуна успевала вести занятия в женском гуманитарном Колледж Смит, так продолжалось до 1945 года, до конца войны. Сразу после окончания войны де Лагуна вернулась к преподаванию в Брин-Мор-колледж, а в 1950-х годах переехала на Аляску, где начала работу над трёхтомной работой о тлинкитах.

В 1967 году — президент Американской антропологической ассоциации.
В 1975 году де Лагуна, в связи с возрастом, окончила карьеру учёного, хотя и совершила ещё одно путешествие в городок Упернавик в Гренландии. Кроме того, она числилась сотрудником Лесной службы США и основала собственное издательство Frederica de Laguna Northern Books Press.
Подписала «Предупреждение человечеству» (1992).
Фредерика де Лагуна скончалась 6 октября 2004 года в городке Хейверфорд, штат Пенсильвания, в возрасте 98 лет и 3 дня.

### Признание и награды
- 1938—1975 — основатель и руководитель кафедры антропологии в Брин-Мор-колледже
- 1947—1949, 1972—1976 — «приходящий профессор» в Пенсильванском университете
- 1949—1950 — вице-президент Американского археологического общества
- 1959—1960, 1972—1973 — «приходящий профессор» в Калифорнийском университете в Беркли
- 1966—1967 — президент Американской антропологической ассоциации (ААА)
- 1972 — Lindback Award
- с 1976 — членство в Национальной академии наук США (первая женщина, удостоившаяся этой чести, совместно с Маргарет Мид)[4]
- 1986 — Distinguished Service Award от ААА
- 1996 — потлач от жителей боро Якутат
- 1997 — главная роль в документальном фильме Reunion Under Mount Saint Elias[8]
- 1999 — Медаль Люси Уортон Дрексел

## Избранные работы
- The thousand march: Adventures of an American boy with the Garibaldi. (1930) Бостон: Little, Brown. OCLC 3940490
- The arrow points to murder. (1937) Гарден-Сити (Нью-Джерси): Crime Club, Inc. OCLC 1720968
- Fog on the mountain. (1938) Хомер (Аляска): Kachemak Country Publications. OCLC 32748448
- Under Mount Saint Elias: The history and culture of the Yakutat Tlingit: Part one, pdf. Smithsonian contributions to anthropology, v. 7. (1972) Вашингтон (округ Колумбия): Smithsonian Institution Press. OCLC 603795
- Voyage to Greenland: A personal initiation in anthropology. (1977) Нью-Йорк: Norton. OCLC 2646088
- The Tlingit Indians (в соавторстве с Джорджем Эммонсом[англ.]). (1991) Нью-Йорк: Американский музей естественной истории. OCLC 23463915
- Tales from the Dena: Indian stories from the Tanana, Koyukuk, and Yukon rivers (в соавторстве с Норманом Рейнолдсом и Дейлом ДеАрмондом). (1994) Сиэтл: University of Washington Press[англ.]. OCLC 31518221
- Travels among the Dena: Exploring Alaska’s Yukon valley. (1997) Сиэтл: University of Washington Press. OCLC 42772476
- Frederica de Laguna and the Modern Inhabitants of Yukon Island (2006)